# Commelina praecox
Commelina praecox là một loài thực vật có hoa trong họ Commelinaceae. Loài này được T.C.E.Fr. mô tả khoa học đầu tiên năm 1916.